# Scott Goodman
Scott Linton Goodman (Hobart, Australia, 20 de agosto de 1973) es un nadador australiano especialista en estilo mariposa. Consiguió la medalla de bronce en los Juegos Olímpicos de Atlanta 1996.
Fue campeón del mundo en el año 1995 en la prueba de 200 metros mariposa.

## Palmarés internacional
| Juegos Olímpicos                                | Juegos Olímpicos         | Juegos Olímpicos  | Juegos Olímpicos    |
| Año                                             | Lugar                    | Medalla           | Prueba              |
| ----------------------------------------------- | ------------------------ | ----------------- | ------------------- |
| 1996                                            | Atlanta (Estados Unidos) | Medalla de bronce | 200 metros mariposa |
| Campeonato Mundial de Natación en Piscina Corta |                          |                   |                     |
| 1995                                            | Río de Janeiro (Brasil)  | Medalla de oro    | 200 metros mariposa |
| 1995                                            | Río de Janeiro (Brasil)  | Medalla de oro    | 4x100 metros estilo |
| 1995                                            | Gotemburgo (Suecia)      | Medalla de bronce | 200 metros mariposa |
| Campeonato Pan-Pacífico de Natación             |                          |                   |                     |
| 1995                                            | Atlanta (Estados Unidos) | Medalla de plata  | 200 metros mariposa |
| 1997                                            | Fukuoka (Japón)          | Medalla de bronce | 200 metros mariposa |
| 1997                                            | Fukuoka (Japón)          | Medalla de plata  | 4x100 metros estilo |